# Christie van Wyk
Christoffel „Christie“ van Wyk (* 12. Oktober 1977 in Windhoek, Südwestafrika) ist ein ehemaliger namibischer Leichtathlet, der im 100- und 200-Meter-Lauf antrat.
Sein größter internationaler Erfolg war der vierte Platz über die 100 m bei den Leichtathletik-Afrikameisterschaften 2002 im tunesischen Radès. Van Wyk nahm über die 200 m an den Olympischen Spielen 2000 in Sydney sowie  2004 in Athen über die 100 m teil.

## Persönliche Bestzeiten
Außen
- 100 m: 10,09 s (+ 2 m/s), 20. Mai 2004, Abilene
- 200 m: 20,50 s (+ 0,8 m/s), 13. August 2000, Lappeenranta

Halle
- 60 m: 6,65 s, 9. Februar 2002, Houston
- 200 m: 21,54 s, 9. Februar 2001, Fayetteville